# Ring 2 (Vejle)
 For alternative betydninger, se Ring 2. (Se også artikler, som begynder med Ring 2)
Ring 2  ofte benævnt O2 er en ydre ringvej, der går rundt om  Vejle midtby.
Vejen består af Damhaven (rute 28) – Boulevarden - Vardevej - Vesterbrogade - Skovgade -  Skyttehusgade - Østerbrogade- Windfeld Hansens Gade - Toldbodvej - Fredericiavej - Damhaven (rute 28).
. 
Ring 2 tager meget af trafikken der skal ind til indre Vejle. Ringvejen er med til at fordele trafikken ud til de store indfaldsveje, som E45 Østjyske Motorvej mellem Aarhus og Kolding, primærrute 28 Bredstenvej som er en motortrafikvej og går til Billund og Billund Lufthavn, samt primærrute 28 Børkopvej som er en motortrafikvej til Fredericia .